# Gabione

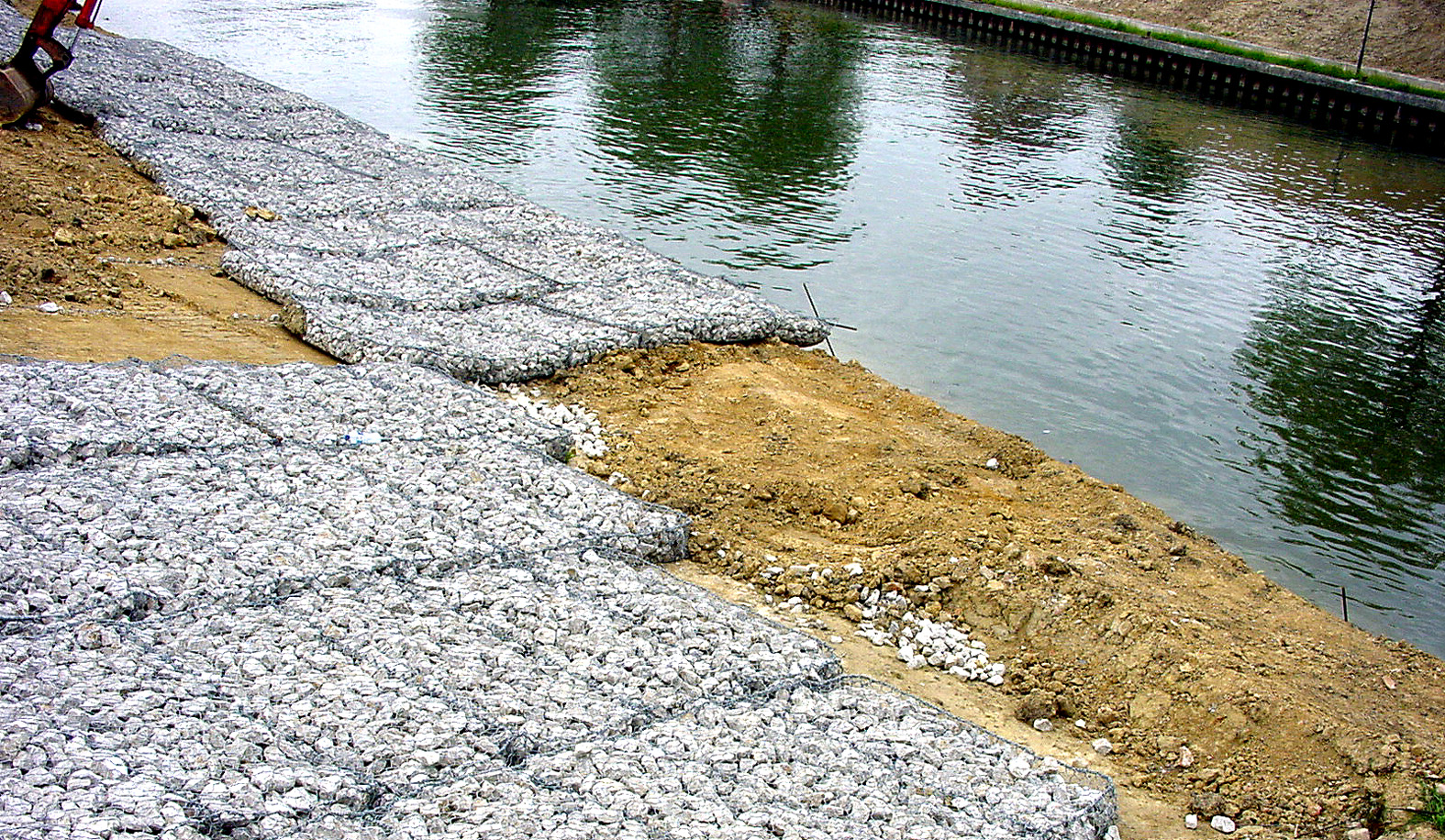
Als Uferbefestigung verlegte Gabionen am Fluss Deûle

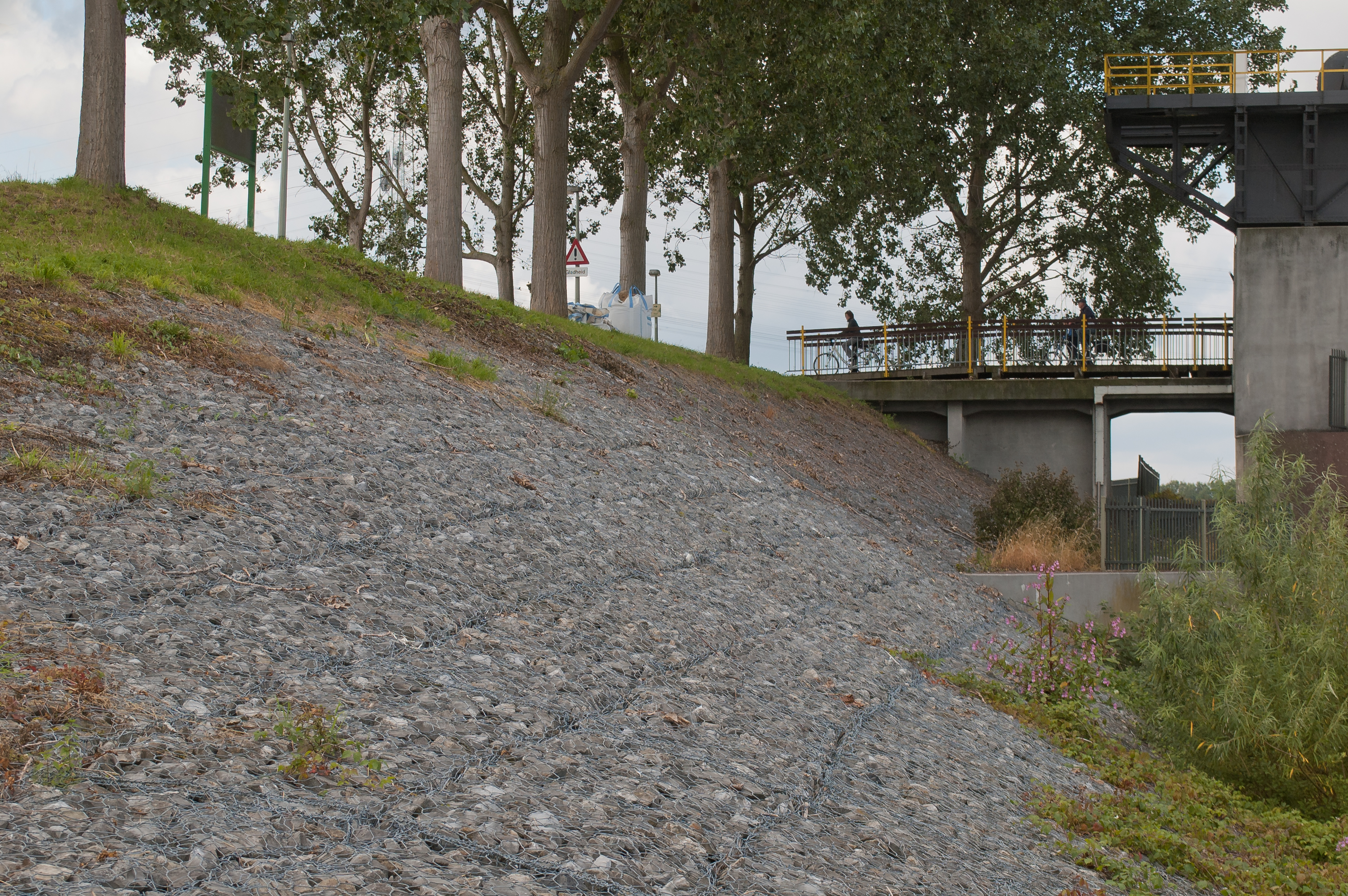
Gabionen als Befestigung der Böschung eines Staudamms in der Maas bei Linne

Schnitt durch eine Gabionenwand

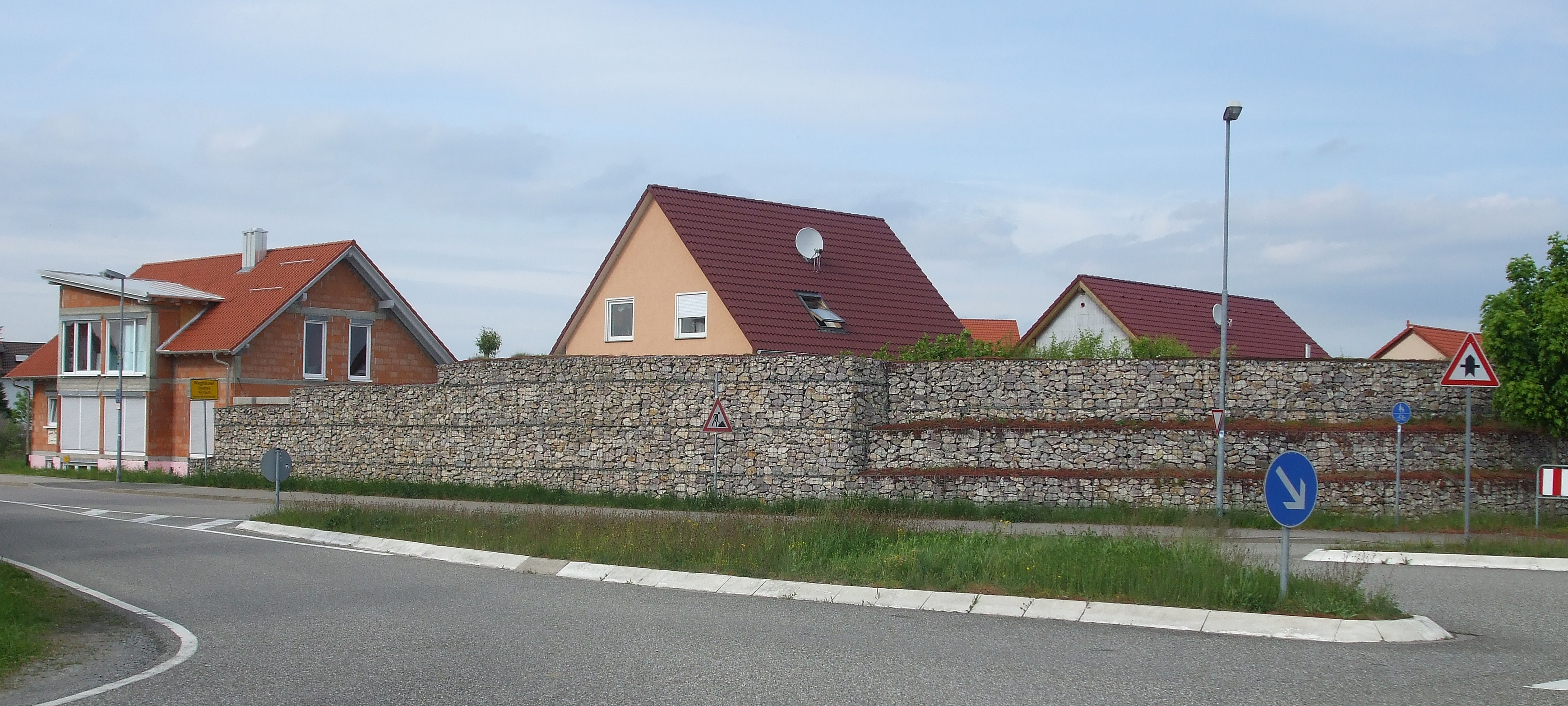
Lärmschutzwand aus Gabionen vor einer Wohnsiedlung

Eine Gabione (von italienisch gabbione ‚großer Käfig‘), auch Steinkorb, Schüttkorb, Mauersteinkorb oder Drahtschotterkasten genannt, ist ein mit Steinen gefüllter Drahtkorb.
Gabionen werden in der Landschaftsarchitektur, im Wasserbau sowie im Straßen- und Wegebau zum Aufbau von Wällen, zur Errichtung von Sicht- oder Lärmschutzanlagen, zur Böschungsbefestigung und als Stützmauer (etwa als Alternative zu konventionellen Trockenmauern in Weinbergen) eingesetzt. Als Abfangelemente an Hängen dienen Gabionen der Aufnahme des horizontalen Erddruckes. Sie können als Alternative zu Betonfertigteilen oder Beton- und Steinmauern verwendet werden.
Im militärischen Bereich werden Gabionen auch als Schanzkörbe bezeichnet und waren im Mittelalter aus Weiden geflochten.

## Einsatz und Herstellung
Die Füllung der Gabionen besteht aus Steinen,  Sand oder Erde. Es können auch Glassteine, bzw. Glasbruch zum Einsatz kommen. Gabionen werden in der Regel in Größen zwischen 0,25 und 4 m³ hergestellt.
Wie bei jedem Bauwerk muss auf eine entsprechende und gegebenenfalls frostsichere Gründung geachtet werden. Da Gabionen in der Regel durchlässig sind, kann beim Einsatz als Stützmauer im Gegensatz zu wasserundurchlässigem Mauerwerk häufig auf gesonderte Drainage bzw. Entwässerung verzichtet werden.
Gabionen aus Weidengeflecht oder gewöhnlichem Stahl verwittern mit der Zeit. Der Inhalt sollte bis dahin vom Bewuchs gut durchwurzelt sein, um nicht zu zerfallen. Heute sind die Käfige meist aus verzinktem oder rostfreiem Stahl gefertigt, sodass sie über mehrere Jahrzehnte stabil bleiben. 
Als Lärmschutzwand werden Gabionen vor Wohnsiedlungen entlang verkehrsreicher Straßen aufgeschichtet. Mit Mutterboden oder Rankpflanzen überdeckt entstehen begrünte Mauern, die Kleinlebewesen einen Lebensraum bieten. Werden dagegen nur Steine eingeschichtet und nicht begrünt, so heizen sich die Gabionen in der Sonne auf und bieten keinen Lebensraum.
Eine neuere Entwicklung sind flache Gabionen zur Bekleidung von Stahlbetonwänden.
Im Wasserbau können Gabionen häufig direkt im Wasser abgesetzt werden, ohne dass eine Trockenlegung des Flussbettes nötig wäre.
Bei Gabionen ohne besondere Ansprüche wird das Füllmaterial geschüttet. Bei höherwertigen Gabionen wird zumindest die Ansichtsfläche per Hand geschichtet.
- Schüttkörbe werden mit frostsicheren und ausreichend druckfesten Steinen (Schotter) befüllt. Häufigste Steinsorten sind Granit, Basalt, Quarzit, Dolomit und Kalkstein. Nicht jeder Sandstein ist druck- und frostfest genug. Sandstein wird jedoch dort eingesetzt, wo er zum traditionellen Werkstoff zählt.
- An den Sichtseiten von Mauersteinkörben werden Natursteine oder Platten aufgeschichtet. Der Rest dieser Gabionen wird ebenfalls mit Schotter befüllt.

## Bauvorschriften
Gabionen unterliegen in Deutschland speziellen Bauvorschriften der Bundesländer. Sofern die Gabionen eine Höhe von zwei Metern nicht überschreiten, ist in der Regel keine gesonderte Baugenehmigung erforderlich. Damit auch nach dem Bau von Gabionen die Sicht auf öffentliche Verkehrsflächen uneingeschränkt möglich ist, dürfen sie in Vorgärten und unmittelbar an Straßen unter Umständen nur eine maximale Höhe von einem Meter aufweisen.
Einzelne Kommunen beschränken den Einsatz von Gabionen, ähnlich wie das Anlegen von Schottergärten.

## Andere Verwendungszwecke

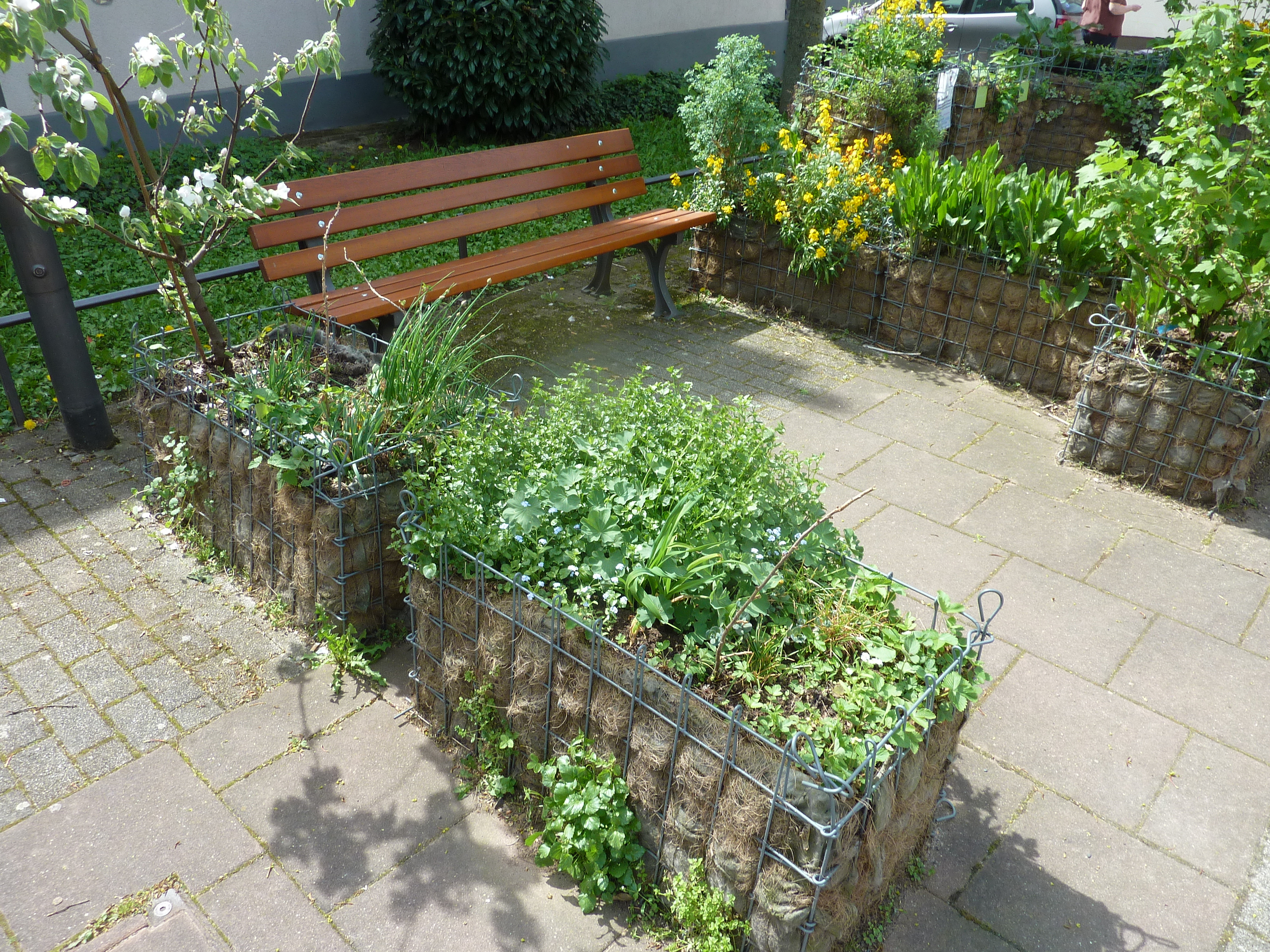
Gabionen-Hochbeete des Urbanen Gartenbaus in Frankfurt am Main

Gabionen können auch dazu genutzt werden, um Hochbeete anzulegen, zum Beispiel in Projekten des urbanen Gartenbaus. Die Drahtgitterkörbe werden statt mit Steinen mit geeigneter Erde befüllt. Die Maschen des Drahtgeflechts werden zuvor auf der Innenseite der Körbe mit geeigneten Materialien wie beispielsweise Kokosmatten abgedeckt, um das Herausfallen der Erde zu verhindern. Das Gittergeflecht der Gabionen in Kombination mit Matten aus organischen Materialien kann rankenden und hängenden Pflanzen als Wachstumshilfe dienen. Ein Beispiel für Gabionen-Beete ist seit 2017 das Kirchplatzgärtchen, ein öffentlich gefördertes Nachbarschaftsprojekt in Ginnheim, Stadtteil von Frankfurt am Main.
Der Nationale Geopark Westerwald-Lahn-Taunus nutzt mit Schautafeln versehene Gabionen als Erkennungszeichen für seine Sehenswürdigkeiten. Dabei wird die jeweilige Gabione mit dem Gestein gefüllt, das an dem gegebenen Standort vorkommt und thematisiert wird.